# 파워 히터

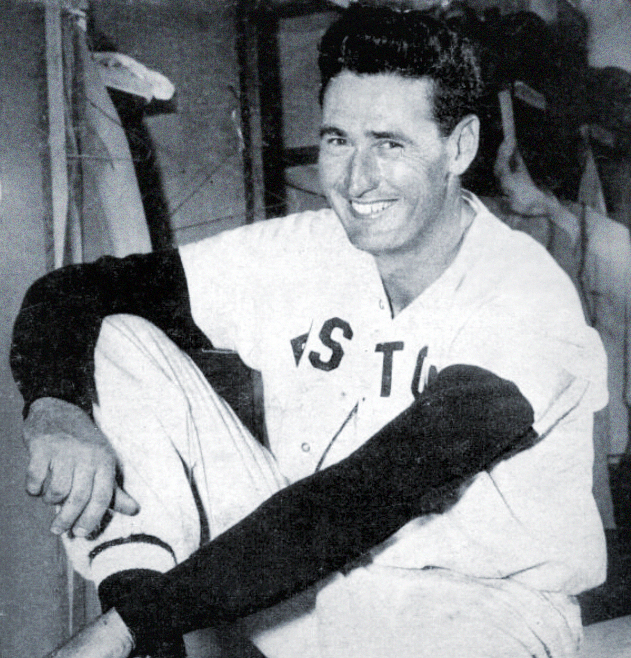
메이저 리그 베이스볼의 상징적인 선수인 테드 윌리엄스는 파워 히터의 전형으로 잘 알려져 있다.

파워 히터(power hitter)는 타격 면에서 평균 이상의 능력을 가졌으며, 2루타와 3루타는 물론 많은 경우에 홈런으로 이어질 가능성이 있는 타구를 만들어내는 힘과 능력을 특징으로 하는 선수를 가리키는 야구 용어이다. 야구에서 파워 히터는 9명으로 이루어진 타순에서 클린업 타자로 불리는 3~5번 사이에 배치되는 경향이 있다.

## 같이 보기
- 홈런
- 장타율
- 트리플 크라운 (야구)